# Lijst van voetbalinterlands Rusland - Zwitserland
Deze lijst van voetbalinterlands is een overzicht van alle officiële voetbalwedstrijden tussen de nationale teams van Rusland en Zwitserland. De landen speelden tot op heden vijf keer tegen elkaar. De eerste ontmoeting, een vriendschappelijke wedstrijd, werd gespeeld in Hongkong op 10 februari 1997. Het laatste duel, een kwalificatiewedstrijd voor het Europees kampioenschap voetbal 2004, vond plaats op 10 september 2003 in Moskou.

## Wedstrijden
| № | Plaats   | Datum             | Competitie           | Wedstrijd             | Uitslag |
| - | -------- | ----------------- | -------------------- | --------------------- | ------- |
| 1 | Hongkong | 10 februari 1997  | Vriendschappelijk    | Rusland – Zwitserland | 2 – 1   |
| 2 | Zürich   | 2 september 2000  | WK 2002 kwalificatie | Zwitserland – Rusland | 0 – 1   |
| 3 | Moskou   | 6 oktober 2001    | WK 2002 kwalificatie | Rusland – Zwitserland | 4 – 0   |
| 4 | Bazel    | 7 juni 2003       | EK 2004 kwalificatie | Zwitserland – Rusland | 2 – 2   |
| 5 | Moskou   | 10 september 2003 | EK 2004 kwalificatie | Rusland – Zwitserland | 4 – 1   |

## Samenvatting
| Competitie        | Totaal gespeeld | Winst Rusland | Gelijk | Winst Zwitserland | Doelsaldo Rusland – Zwitserland |
| ----------------- | --------------- | ------------- | ------ | ----------------- | ------------------------------- |
| WK-kwalificatie   | 2               | 2             | 0      | 0                 | 5 − 0                           |
| EK-kwalificatie   | 2               | 1             | 1      | 0                 | 6 − 3                           |
| Vriendschappelijk | 1               | 1             | 0      | 0                 | 2 − 1                           |
| Totaal            | 5               | 4             | 1      | 0                 | 13 − 4                          |

## Details

### Eerste ontmoeting
| Vriendschappelijk (Hongkong, China, 10 februari 1997): |       |                   |
| Rusland | 2 – 1 | Zwitserland       |
| Igor Simutenkov 23' Igor Simutenkov 36' | goals | 79' Pascal Thüler |
| - Debuut van Andreas Hilfiker (FC Aarau), René Weiler (FC Zürich), Antonio Esposito (Grasshopper-Club) en Patrick De Napoli (FC Aarau) voor Zwitserland. - Debuut van Aleksey Gerasimenko (FC Rostselmash) voor Rusland. |       |                   |

### Tweede ontmoeting
| WK 2002 kwalificatie (Zürich, Zwitserland, 2 september 2000): |       |                            |
| Zwitserland                                                   | 0 – 1 | Rusland                    |
|                                                               | goals | 74' Vladimir Bestsjastnych |

### Derde ontmoeting
| WK 2002 kwalificatie (Moskou, Rusland, 6 oktober 2001): |              | |
| Rusland | 4 – 0        | Zwitserland |
| Vladimir Bestsjastnych 14' (pen.) Vladimir Bestsjastnych 19' Vladimir Bestsjastnych 38' Jegor Titov 83'                                                                                 | goals        | |
| Oleg Romantsev | bondscoach   | Köbi Kuhn |
| Ruslan Nigmatullin Aleksey Smertin 88' Yuriy Drozdov 26' Igor Chugaynov Dmitri Alenitsjev Joeri Kovtoen Viktor Onopko Rolan Gusev 78' Jegor Titov Marat Izmaylov Vladimir Bestsjastnych | opstellingen | Jörg Stiel Marc Zellweger Yvan Quentin 46' Murat Yakin Patrick Müller Giuseppe Mazzarelli David Sesa 79' Alexandre Comisetti Hakan Yakin Ciri Sforza 46' Francesco Di Jorio |
| Vyacheslav Dayev 26' Sergej Semak 78' Dmitri Chochlov 88' | wissels      | 46' Marco Zwyssig 46' Massimo Lombardo 79' Johann Lonfat |
| | gele kaarten | 82' Giuseppe Mazzarelli |
| - 79ste en laatste interland van Ciri Sforza voor Zwitserland. |              | |

### Vierde ontmoeting
| EK 2004 kwalificatie (Bazel, Zwitserland, 7 juni 2003): |              | |
| Zwitserland | 2 – 2        | Rusland |
| Alexander Frei 13' Alexander Frei 16' | goals        | 24' Sergej Ignasjevitsj 68' (pen.) Sergej Ignasjevitsj |
| Jakob "Köbi" Kuhn | bondscoach   | Valeri Gazzajev |
| Jörg Stiel Bernt Haas Ludovic Magnin 61' Patrick Müller 82' Murat Yakin Fabio Celestini Ricardo Cabanas Raphaël Wicky 71' Alexander Frei Hakan Yakin Stéphane Chapuisat | opstellingen | Sergej Ovtsjinnikov Vasili Berezoetski Joeri Kovtoen Aleksei Smertin 82' Sergej Semak Sergej Ignasjevitsj Igor Janovski Rolan Gusev Evgeni Aldonin 46' Denis Popov 52' Andrei Kariaka |
| Bruno Berner 61' Johann Vogel 71' Stéphane Henchoz 82' | wissels      | 46' Dmitri Sytsjov 52' Piotr Bistrov 82' Denis Evsikov |
| Patrick Müller 59' Raphaël Wicky 68' Murat Yakin 68' Alexander Frei 74'                                                                                                 | gele kaarten | 26' Igor Janovski 83' Piotr Bistrov |

### Vijfde ontmoeting
| EK 2004 kwalificatie (Moskou, Rusland, 10 september 2003): |              | |
| Rusland | 4 – 1        | Zwitserland |
| Dmitri Boelykin 22' Dmitri Boelykin 35' Dmitri Boelykin 60' Aleksandr Mostovoj 72' | goals        | 12' (e.d.) Andrey Karyaka |
| Georgiy Yartsev | bondscoach   | Köbi Kuhn |
| Sergej Ovtsjinnikov Vladislav Radimov Andrey Solomatin 46' Aleksey Smertin Andrey Karyaka Sergej Ignasjevitsj Viktor Onopko Rolan Gusev 56' Dmitri Boelykin Aleksandr Mostovoj Aleksandr Kerzjakov 81' | opstellingen | Pascal Zuberbühler Rémo Meyer Stéphane Henchoz Murat Yakin 71' Bruno Berner Ricardo Cabanas Fabio Celestini Johann Vogel 63' Patrick Müller 79' Alexander Frei Stéphane Chapuisat |
| Dmitriy Sennikov 46' Marat Izmaylov 56' Dmitri Sytsjov 81' | wissels      | 63' Benjamin Huggel 71' Raphael Wicky 79' Milaim Rama |
| Andrey Solomatin 44' Vladislav Radimov 89' | gele kaarten | 47' Stéphane Henchoz 81' Johann Vogel |
| | rode kaarten | 89' Ricardo Cabanas |